# Neuroleon nemausiensis
Neuroleon nemausiensis är en insektsart som först beskrevs av Moritz Balthasar Borkhausen 1791.  Neuroleon nemausiensis ingår i släktet Neuroleon och familjen myrlejonsländor. Inga underarter finns listade i Catalogue of Life.